# Phanaeus endymion
Phanaeus endymion är en skalbaggsart som beskrevs av Edgar von Harold 1863. Phanaeus endymion ingår i släktet Phanaeus och familjen bladhorningar. Utöver nominatformen finns också underarten P. e. porioni.